# U-166 (1941)
U-166 – niemiecki okręt podwodny (U-Boot) typu IXC z okresu II wojny światowej. Odbył dwa patrole bojowe, podczas których zatopił cztery statki o łącznej pojemności 7.593 BRT.

## Produkcja okrętu oraz trening załogi
Zamówienie na okręt zostało złożone 25 września 1939, a do służby oddano go 23 marca 1942. Dowództwo objął porucznik marynarki (niem. Oberleutnant zur See) Hans-Günther Kuhlmann. Szkolenie jednostki odbyło się w 4. flotylli U-Bootów na Bałtyku, pomiędzy 23 marca a 31 maja 1942. Krótsze szkolenie spowodowane było prawdopodobnie pewnym doświadczeniem załogi – przez pewien okres przebywała ona na U-580, do czasu przypadkowego staranowania U-Boota przez jednostkę nawodną podczas ćwiczeń. 
30 maja okręt wyruszył z Kilonii do Kristiansand (Norwegia), gdzie dotarł następnego dnia.

## Służba bojowa

### Pierwszy rejs bojowy
1 czerwca U-Boota skierowano do 10. flotylli U-Bootów stacjonującej w Lorient. Dopłynął tam 10 czerwca; w czasie tego rejsu bojowego jednostka nie została zaatakowana ani nic nie zatopiła (zobacz trasę).

### Drugi rejs bojowy
17 czerwca U-Boot wypłynął w swój drugi rejs bojowy z zadaniem wykonania operacji minowania na wodach amerykańskich (zobacz trasę). Podróż nie była szybka, ze względu na konieczność racjonalnego wykorzystywania paliwa. Podczas przejścia przez Kanał Starych Bahamów U-166 miał pierwsze kontakty z wrogimi jednostkami. 10 lipca zaatakował 6 torpedami konwój złożony z dwóch frachtowców oraz dwóch okrętów eskorty, jednak nie odnotowano trafienia. Następnego dnia zatopił z działa żaglowiec „Carmen” (84 BRT) płynący pod banderą Dominikany, na pozycji 19.43N 70.12W. Statek wiózł do Puerto Plata-Ponce 2000 worków z kukurydzą, a także mahoń oraz cedr. Z ośmiu osób załogi zginęła jedna.
13 lipca napotkał silnie chroniony konwój złożony z 11 statków. Tego samego dnia o 18:10 zatopił nieuzbrojony i niekonwojowany amerykański frachtowiec „Oneida” (2.309 BRT) płynący pod balastem do portu Punta Gorda (na pozycji 20.17N 74.06W). Obserwatorzy na statku dostrzegli zbliżającą się torpedę, jednak było za późno na manewr wymijający. Frachtowiec zatonął w ciągu trzech minut i załoga nie miała czasu na spuszczenie łodzi ratunkowych, ratowała się więc na tratwach. Spośród 29 osób zginęło 6.
16 lipca koło godziny 9:00, podczas przepływania przez cieśninę Florydzką U-166 napotkał samotnie płynący i nieuzbrojony amerykański trawler „Gertrude” (16 BRT), płynący do Hawany z ładunkiem 20 ton ogórków. U-Boot zatrzymał statek i zażądał opuszczenia go przez 3-osobową załogę, która uciekła motorówką. Trawler został zatopiony prawdopodobnie ogniem z działa (pozycja 23.32N, 82.00W). Motorówce zabrakło paliwa przed dopłynięciem do brzegu i dryfowała ona przez około 3 dni, nim odnalazło ją lotnictwo ochrony wybrzeża; wszystkim udało się przeżyć. 
Nocą 24/25 lipca U-Boot położył miny magnetyczne 200 metrów od ujścia rzeki Missisipi, ale żadna z nich nie detonowała. 
30 lipca natknął się na konwój TAW-7, z którego o 22.30 zatopił parowy statek pasażerski „Robert E. Lee” (5.184 BRT) na pozycji 28.40N 88.42W. Statek był uzbrojony w jedno 3-calowe działo; sześciu członków załogi przeszkolono w jego używaniu. Tuż przed trafieniem obserwatorzy wypatrzyli kilwater około 200 jardów od statku. „Robert E. Lee” przewoził 40 ton różnych ładunków oraz 404 ludzi (w tym 268 pasażerów). Statek zatonął w ciągu 15 minut, ale większość osób udało się uratować dzięki zaangażowaniu okrętów eskorty – jeden oficer, dziewięciu członków załogi oraz dziesięciu pasażerów zginęło. Ścigacz okrętów podwodnych PC-566 zrzucił  bomby głębinowe zgodnie ze wskazaniami azdyku, co doprowadziło do zatonięcia U-Boota.

#### Zatonięcie
Do czasu odnalezienia wraku w 2001 roku nie było jasne, w jaki sposób zatonął U-166.
Według wersji pierwszej, 1 sierpnia o godzinie 13:30 wodnopłatowiec Straży Wybrzeża dostrzegł wynurzony U-Boot i zrzucił bombę głębinową Mark XVII eksplodującą na głębokości 7,5 metra. W czasie wojny uznano, że dokonano prawdopodobnie uszkodzenia niemieckiego okrętu, po wojnie uznano, że zatopiono wtedy U-166. Pilot Henry C. White otrzymał po wojnie Distinguished Flying Cross. Prawdopodobnie, zaatakowano wtedy nieskutecznie U-171. We wskazanej lokalizacji nie odnaleziono wraku, ale można to było wyjaśniać naniesieniem mułu z rzeki Missisipi.
Według wersji drugiej, niemiecki okręt został zatopiony przez ścigacz PC-566 na pozycji 28.5N 89W. W maju 2001 roku odnaleziono ostatecznie wrak na głębokości 5000 stóp, niecałą milę od swojej ostatniej ofiary, statku pasażerskiego „Robert E. Lee”.
Nikt z załogi U-166 nie przeżył.